# Charles Pinot Duclos
Charles Pinot Duclos, también llamado Charles Pineau Duclos (Dinan, 12 de febrero de 1704-París 26 de marzo de 1772), fue un  novelista, historiador y enciclopedista francés. Su principal obra historiográfica fue Mémoires secrets des règnes de Louis XIV et Louis XV.
Duclos estudió Derecho en París y comenzó su carrera trabajando en el bufete de un abogado de esa capital. Pronto su interés se volcó hacia la literatura, alcanzando notoriedad en 1751 con la publicación de Considerations sur les mœurs. 
En París frecuentó los cafés literarios de los círculos intelectuales de la época y se incorporó a la Société du Caveau. Protegido de Madame de Pompadour, fue miembro de la Academia francesa y secretario permanente de la misma a contar del 15 de noviembre de 1755. También fue aceptado en la Royal Society en 1764.
Cuando Voltaire se fue a Prusia, Duclos fue nombrado historiógrafo de Francia.
Duclos escribió en 1762 el prefacio para el Diccionario de la Academia Francesa. Escribió también los artículos Déclamation des anciens (de una extensión de cinco páginas), Etiquette (una página y media) y Honoraire (también de una página y media), para la Enciclopedia de Diderot y D'Alembert . Además, escribió alguna entrada en el suplemento de L'Encyclopédie, por ejemplo, Syllabe (sílaba) es de su autoría.
Su relación con Voltaire y con los enciclopedistas no siempre fue amistosa. De personalidad autoritaria, sostuvo diversas disputas y conflictos con todos ellos, aunque también fue merecedor de su aprecio.
Su Histoire de Louis XI, publicada en cuatro volúmenes, sufrió la condena formal de la Santa Sede y acabó incluida en el Índice de Libros Prohibidos en 1746.

## Obras
- Confessions du comte de * * * (1742),
- Histoire de Louis XI (1745)
- Mémoires sur les mœurs du XVIIIe siècle (1749).
- Considerations sur les mœurs (1751)
- Considérations sur l'Italie (1791)
- Mémoires secrets sur le règne de Louis XIV, la Régence et le règne de Louis XV (1791)